# 우리 청춘 후회없다
우리 청춘 후회없다(わが靑春に悔なし: No Regrets For Our Youth)는 일본에서 제작된 구로사와 아키라 감독의 1946년 드라마 영화이다. 하라 세츠코 등이 주연으로 출연하였고 마츠자키 케이지 등이 제작에 참여하였다.
이 영화는 흑백 영화이며 110분 길이이다.

## 출연

### 주연
- 하라 세츠코
- 후지타 스스무

### 조연
- 오코치 덴지로
- 스기무라 하루코
- 미요시 에이코
- 코도 코쿠텐
- 코노 아키타케
- 시무라 타카시
- 후카미 타이조
- 시미즈 마사오
- 타나카 하루오
- 히카리 카즈
- 하라 히사코
- 타케무라 신
- 카와사키 카타오
- 후지마 후사코
- 타니마 사유리
- 코노 이토코
- 나카키타 치에코
- 치바 이치로
- 요네쿠라 이사무

## 제작진
- 미술: 키타가와 케이지